# Juntos em Festa (programa de televisão)
Juntos em Festa foi um programa de televisão emitido nas tardes de sábado da TVI. 
É neste programa que acontece a maior festa do país com muita música e animação à mistura. Pelo palco da TVI passam inúmeros nomes da música nacional que prometem animar os espectadores do programa.
A sua primeira emissão teve lugar no dia 16 de fevereiro de 2019 a propósito da celebração da Ficção da TVI.
A 26 de outubro de 2019, em direto de Sernancelhe é anunciado o fim do programa, sendo substituído pelo novo programa Sábado na TVI. 

## Programas
| Data                    | Localidade / Tema                                        | Apresentadores |
| ----------------------- | -------------------------------------------------------- | --- |
| 16 de fevereiro de 2019 | Estúdios TVI - Ficção Nacional                           | Alexandra Lencastre, Ana Sofia Martins, Diogo Infante, Inês Gutierrez, Isaac Alfaiate, João Montez, Leonor Poeiras, Lourenço Ortigão, Maria Cerqueira Gomes, Mónica Jardim, Paulo Pires, Pedro Granger e Santiago Lagoá |
| 5 de março de 2019      | Loulé - Especial Carnaval                                | João Montez, Olívia Ortiz, Santiago Lagoá e Inês Gutierrez |
| 11 de maio de 2019      | Garvão - Tesouros Alentejanos                            | Olívia Ortiz, Isabel Figueira e Santiago Lagoá |
| 8 de junho de 2019      | Santarém - 56ª Feira Nacional da Agricultura             | Isabel Silva, João Montez e Olívia Ortiz |
| 15 de junho de 2019     | Vila Verde - Festas Antoninas                            | Santiago Lagoá, Isabel Figueira e Mónica Jardim |
| 22 de junho de 2019     | Seixal - Festival Náutico                                | Santiago Lagoá, Isabel Figueira e Inês Gutierrez |
| 31 de agosto de 2019    | Carrazeda de Ansiães - 24ª Feira da Maçã, Vinho e Azeite | Alice Alves, Isabel Figueira e Mónica Jardim |
| 7 de setembro de 2019   | Vila Nova de Poiares - 30ª Poiartes                      | Isabel Silva, Isabel Figueira e Inês Gutierrez |
| 14 de setembro de 2019  | Moimenta da Beira - 8ª Expodemo                          | João Montez, Alice Alves e Inês Gutierrez |
| 21 de setembro de 2019  | Soure - Festas de São Mateus                             | Santiago Lagoá, Marisa Cruz e Mónica Jardim |
| 28 de setembro de 2019  | Paderne - 13ª Mostra de Frutos Secos                     | Inês Gutierrez, Alice Alves e João Montez |
| 5 de outubro de 2019    | Vila Franca de Xira - Feira Anual de Outubro             | Ruben Rua, Leonor Poeiras e Inês Gutierrez |
| 12 de outubro de 2019   | Alvaiázere - Capital do Chícharo                         | Isabel Figueira, Alice Alves e Santiago Lagoá |
| 19 de outubro de 2019   | Cadaval - Rota da Vinha e do Vinho do Oeste              | Isabel Figueira, Santiago Lagoá e Inês Gutierrez |
| 26 de outubro de 2019   | Sernancelhe - Festa da Castanha                          | Inês Gutierrez, Isabel Silva e Marisa Cruz |